# Piló
|  | Aquest article tracta sobre Construcció a Egipte. Vegeu-ne altres significats a «Bol·lard». |

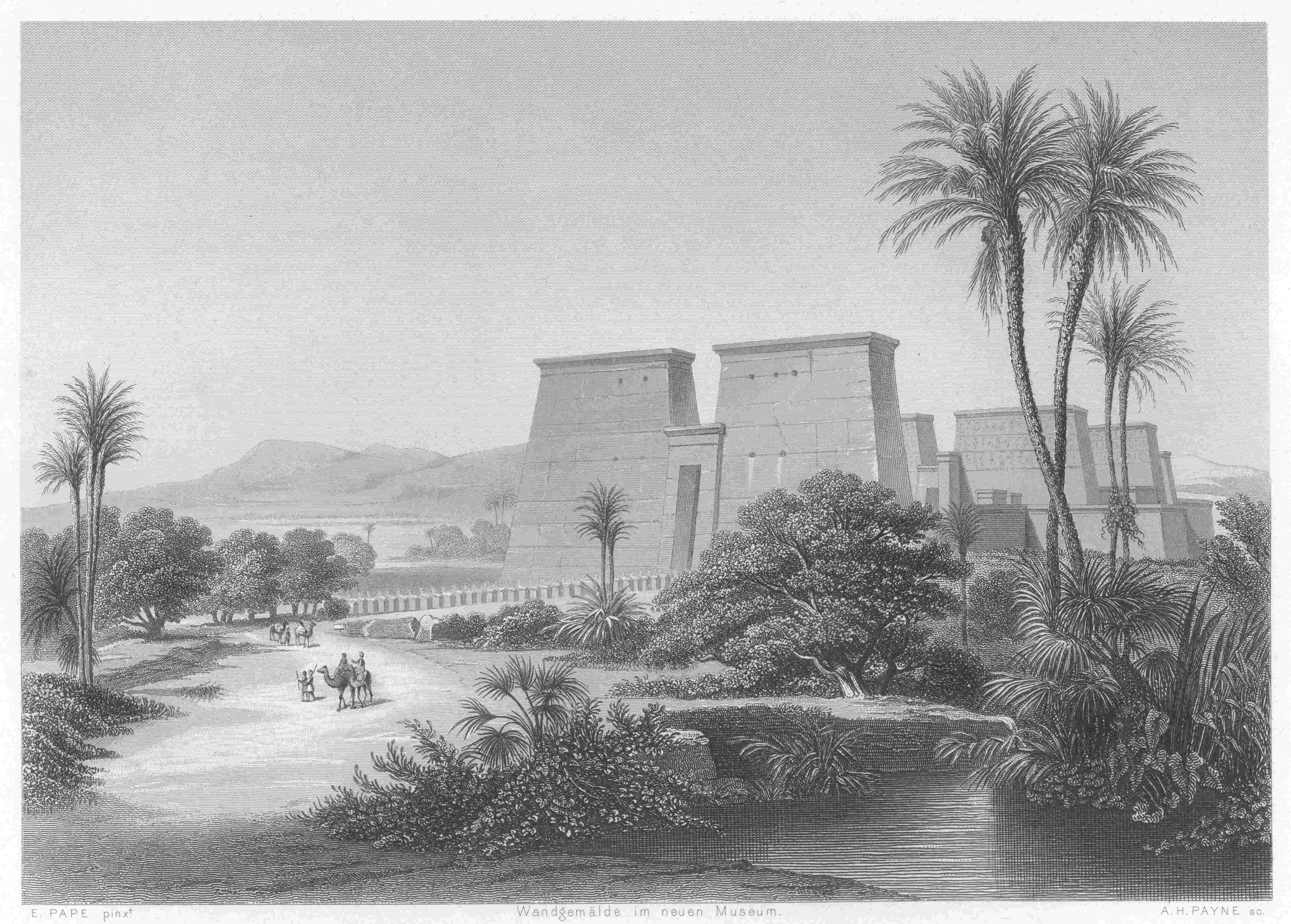
Gravat dels temples de Karnak mostrant els seus pilons.

El piló és una construcció massissa, amb forma de piràmide truncada, de quatre cares, a manera de murs gruixuts, i que, erigida per parelles, flanqueja l'entrada principal dels temples de l'antic Egipte; en l'espai deixat entre ambdós, hi ha la porta d'accés.
Segons la magnitud i importància del temple, poden anar precedits d'un dromos, o passeig d'esfinxs, dos obeliscs, estàtues, i estendards. Després d'aquests, generalment hi ha un gran pati descobert, de vegades porticat en diversos costats. Tot i que són construccions massisses, solen albergar passatges i escales per al seu manteniment. Estan rematats per una gola a la part superior. Els paraments es decoraven amb baixos relleus policromats que narraven fites dels faraons o temes mitològics.
Els més monumentals i de més grans dimensions es troben a Karnak, erigits a partir de l'Imperi Nou.